# Opostegoides albella
Opostegoides albella är en fjärilsart som beskrevs av Sinev 1990. Opostegoides albella ingår i släktet Opostegoides och familjen ögonlocksmalar. Inga underarter finns listade i Catalogue of Life.